# St. Laurentius (Obing)

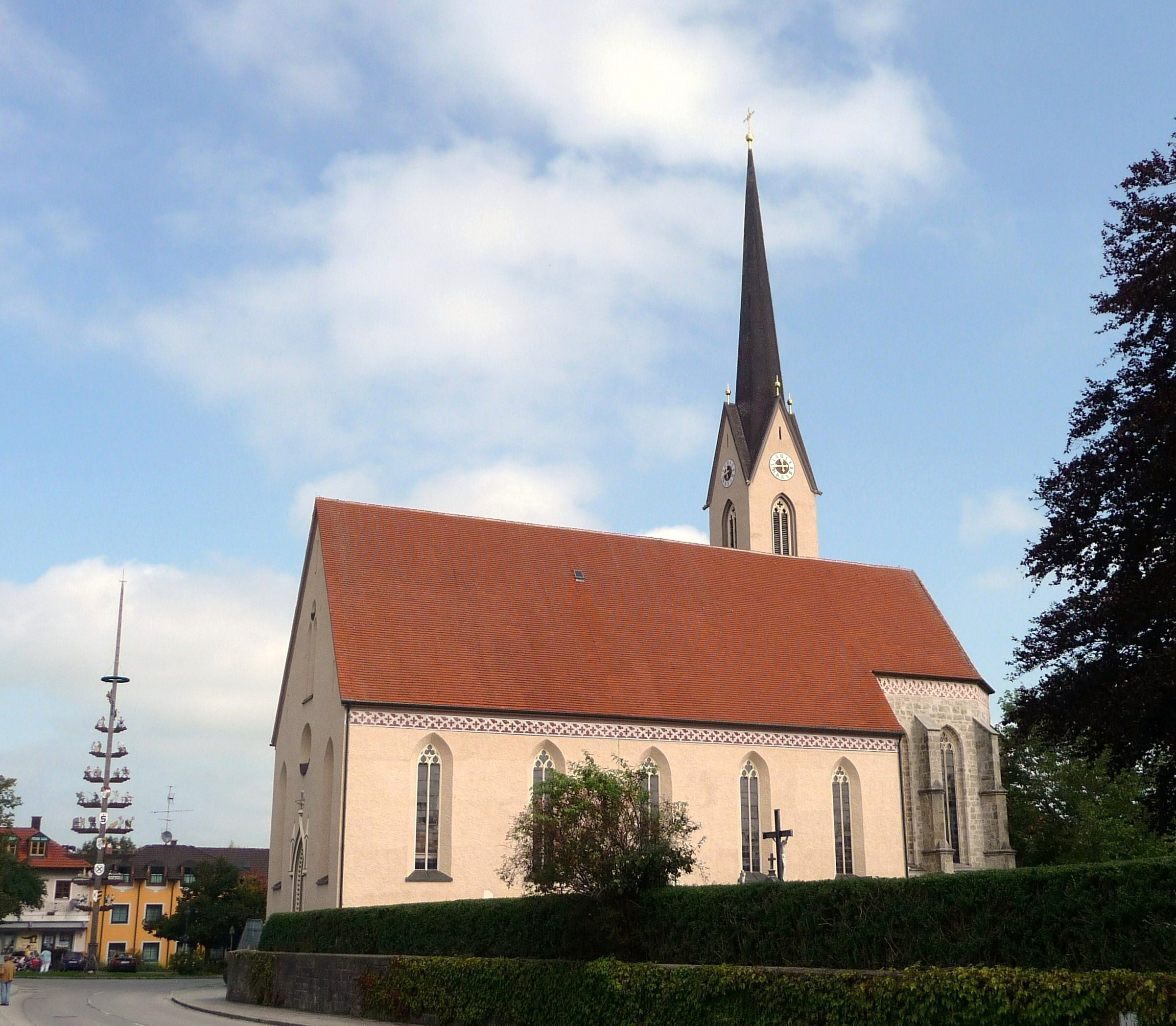
St. Laurentius (Obing)

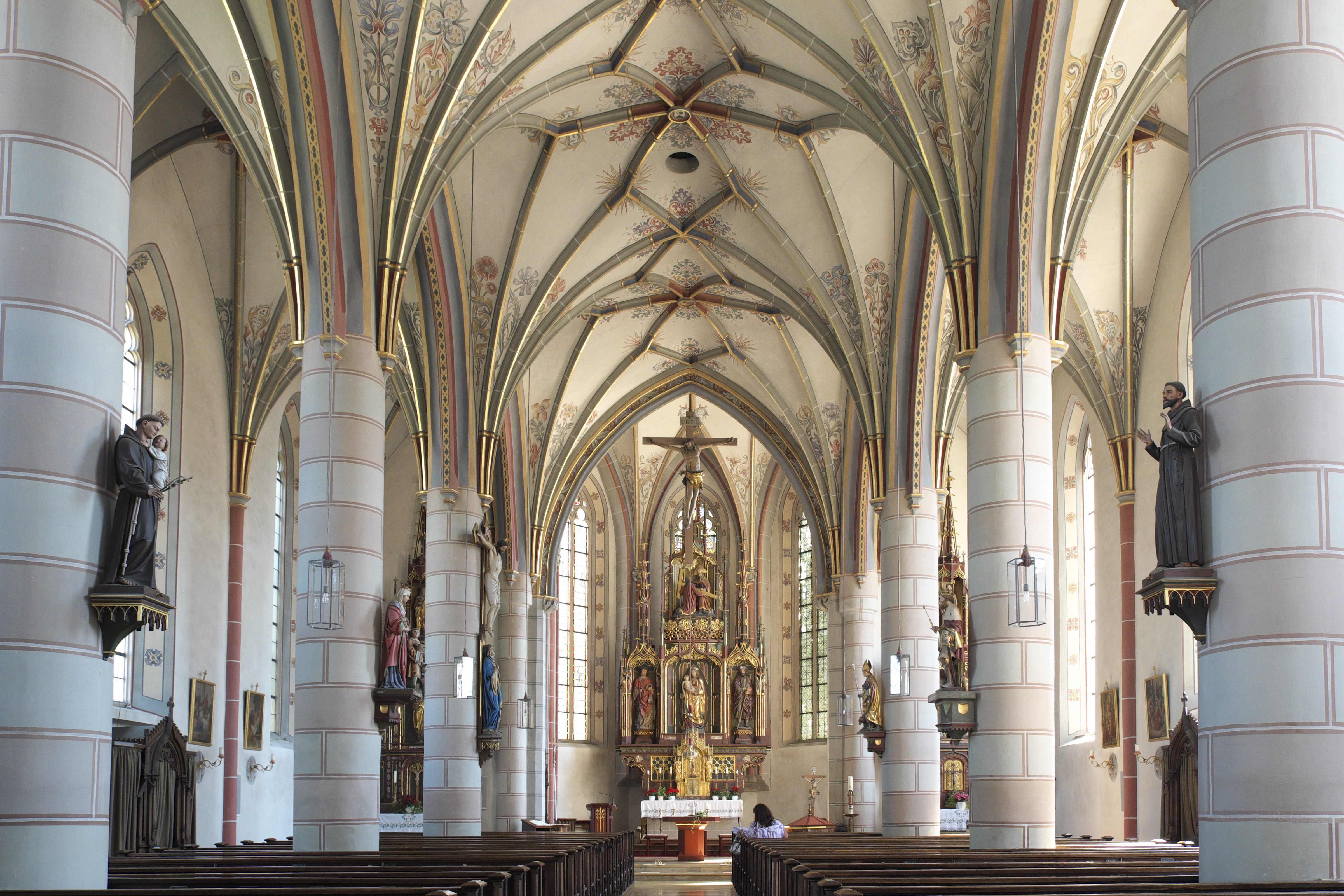
Innenansicht

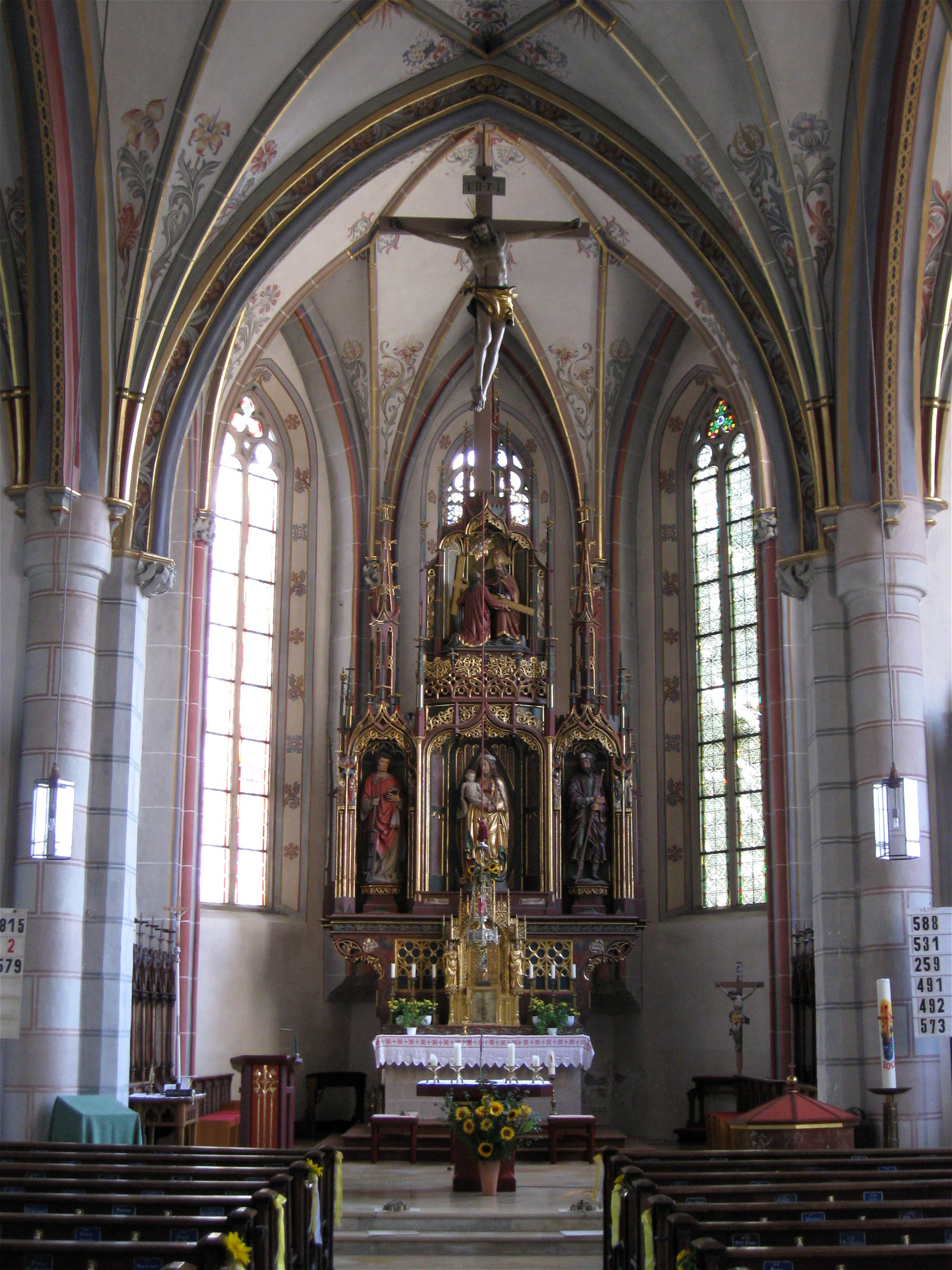
Chorraum

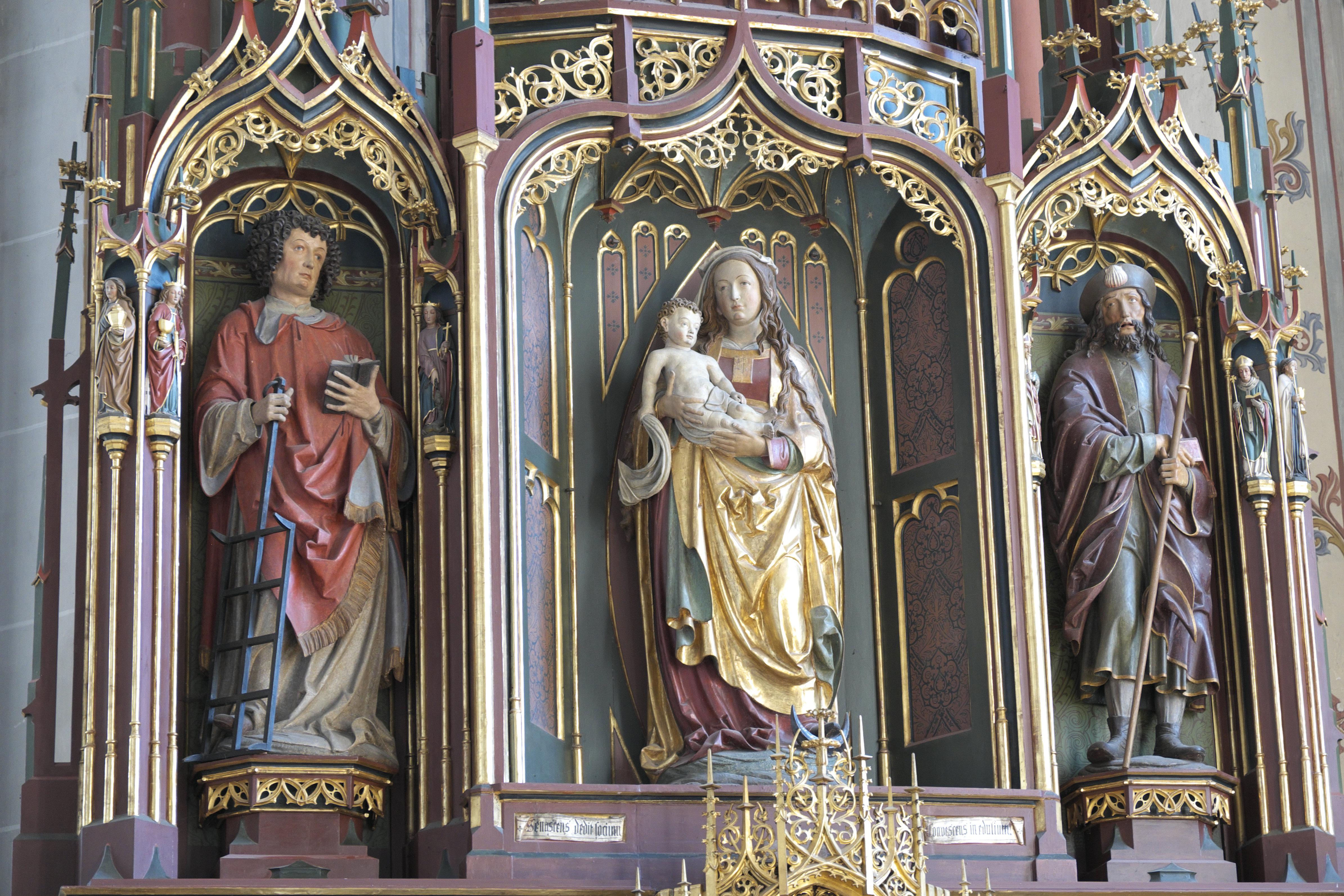
Figuren im Hauptaltar

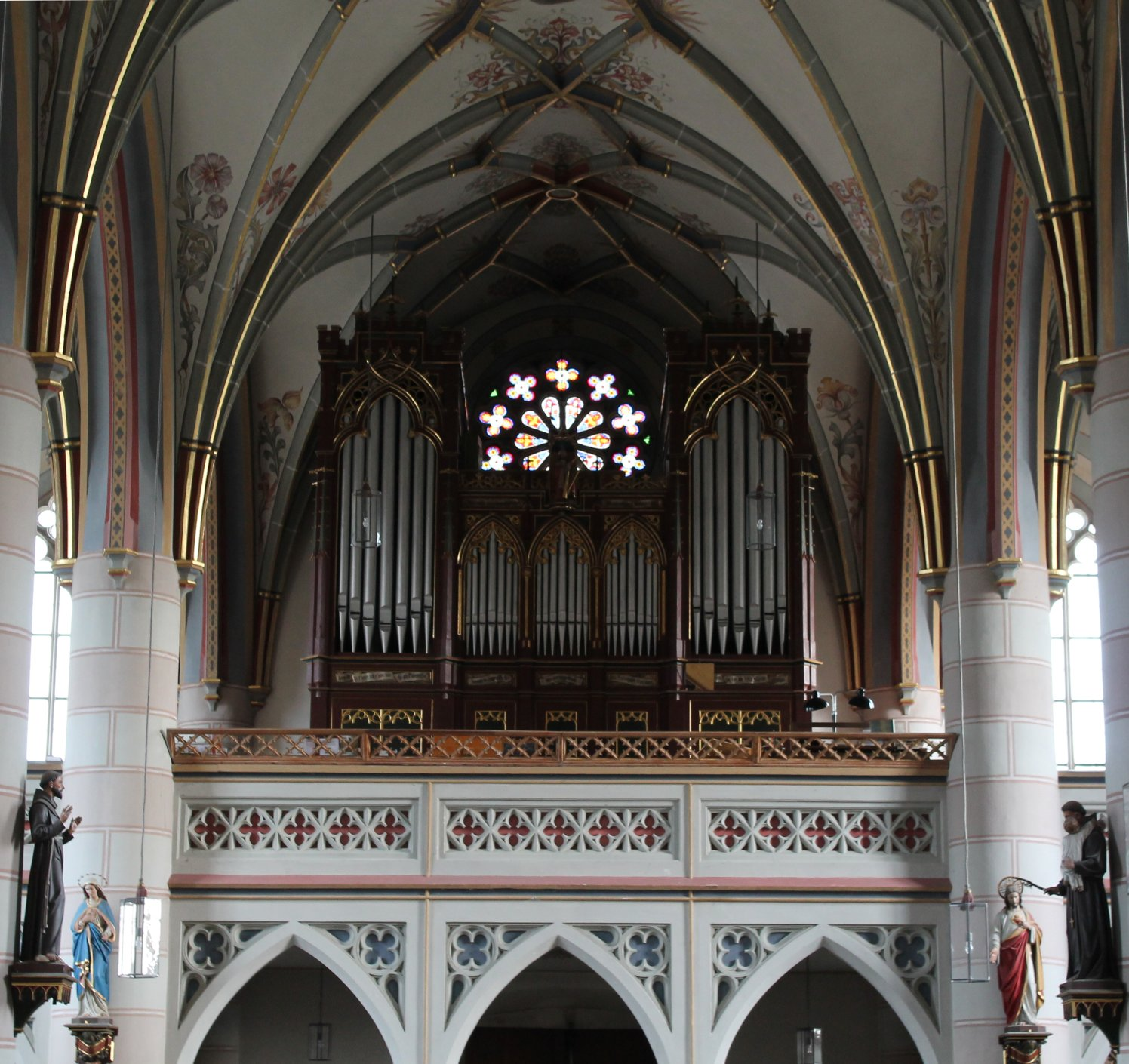
Blick nach Westen

Die römisch-katholische Pfarrkirche St. Laurentius ist eine im Kern spätgotische, neugotisch erweiterte und umgestaltete Hallenkirche in Obing im oberbayerischen Landkreis Traunstein. Sie gehört zur Kirchengemeinde St. Laurentius Obing im Dekanat Baumburg des Erzbistums München und Freising. An der Südseite des Friedhofs befindet sich die neugotische Friedhofskapelle.

## Geschichte und Architektur
Um 1195 wurde am Ort Obing erstmals eine Kirche urkundlich erwähnt. Die Kirche gehörte ehemals zum Kloster Seeon. Nach 1480 entstand ein Neubau, der 1491 geweiht wurde. Bereits 1504 wurde die Kirche durch einen Dachstuhlbrand zerstört, so dass sich die Inneneinrichtung bis etwa 1520 hinzog. In den Jahren 1652 kamen zwei barocke Seitenaltäre, 1675 ein Emporenaltar und 1747 ein Rokokohochaltar hinzu, von denen jedoch nichts mehr erhalten ist. Die Regotisierung wurde in den Jahren 1868–1871 und 1910–1912 vorgenommen; bei letzterer Maßnahme wurde die Kirche um zwei Achsen nach Westen verlängert, das Rippensystem erneuert und der Turm mit einem Spitzhelm mit vier Giebeln versehen. In den Jahren 1986–1988 wurde die Kirche in der Fassung von 1912 restauriert.
Die stattliche dreischiffige Hallenkirche von fünf Jochen ist mit einem Chor in Mittelschiffsbreite und dem Turm im nördlichen Chorwinkel versehen. Der Quaderbau ist aus Nagelfluh und Findlingsgranit ausgeführt. Der Turm ist mit Bandgesimsen gegliedert. Ein Netzgewölbe auf Rundpfeilern ohne Kapitelle und im Chor auf Büstenkonsolen schließt den Raum ab. Das Mittelschiff ist erheblich breiter als die Seitenschiffe, der Chor höher als das Langhaus ausgeführt. Im Turm sind zwei mit Netzgewölben geschlossene Geschosse eingezogen.

## Ausstattung
Die Ausstattung von 1870 wurde vom Münchner Bildhauer Johann Wirth geschaffen und ist mit älteren, außergewöhnlich qualitätvollen, lebensgroßen Skulpturen versehen, darunter eine stehende Muttergottes sowie die Heiligen Laurentius und Jakobus der Ältere aus der Zeit um 1515/1520 im Hochaltar, welche dem Meister von Rabenden zugeschrieben werden, mit originaler Fassung, die 1988 restauriert wurde.
Im neugotischen Schrein des nördlichen Seitenaltars ist der heilige Josef dargestellt. Auf den geöffneten Flügeln sind Reliefs der heiligen Anna und des heiligen Joachim zu sehen, im Altarauszug der heilige Sebastian. Die Figuren stammen von Wirth.
Am südlichen Seitenaltar sind die spätgotischen Figuren der heiligen Bischöfe Benno und Rupert zu sehen. Diese Schnitzfiguren aus der Zeit um 1520 wurden von verschiedenen Meistern geschaffen. Die geöffneten Altarflügel zeigen Reliefs der heiligen Genoveva und Katharina. Die Figur des heiligen Leonhard im Altarauszug stammt aus dem Jahr 1871 von Wirth. Ein Chorbogenkreuz entstammt der Zeit um 1515/1520, wurde jedoch nicht vom Meister von Rabenden geschaffen. Der Spätgotik gehört auch der Rotmarmortaufstein an.
Die Orgel in einem fünfteiligen Orgelprospekt von Wirth mit einer Mittelskulptur des harfespielenden Königs David ist ein Werk von Max Maerz von 1871 mit ursprünglich 19 Registern auf zwei Manualen und Pedal. Die Firma Carl Schuster & Söhne erweiterte die Disposition auf 25 Register und baute das Werk um auf Kegelladen mit elektrischer Traktur.
Die älteren Glocken wurden bei einem Blitzschlag 1703 zerstört. Im Jahr 1709 wurde das Geläut teils neu-, teils umgegossen. Bei der Regotisierung 1871 wurde ein neues Geläut erworben, das nach der kriegsbedingten Ablieferung durch ein Geläut mit vier Glocken (c1 - e1 - g1 - a1) aus der Erdinger Gießerei von Karl Czudnochowski aus dem Jahr 1950 ersetzt wurde.
Der Neugotik gehören außerdem das reich geschnitzte Chorgestühl und die Beichtstühle, das Laiengestühl mit alten Hausnamen und der Kreuzweg von 1870 an. Alle Pfeilerfiguren sind Werke aus dem letzten Viertel des 19. Jahrhunderts. Mehrere Grabsteine von Priestern sind in den Fußboden eingelassen, jedoch abnutzungsbedingt nicht mehr identifizierbar.
Zu den älteren Goldschmiedearbeiten gehören ein Kelch des Augsburger Meisters Gregor Leider aus der Mitte des 17. Jahrhunderts, ein Kelch des frühen Rokoko eines Meisters AS und eine Rokokomonstranz des Augsburgers Georg Ignaz Bauer aus der Zeit um 1760.